# Suzanne Briet
Suzanne Briet (1. února 1894 – 13. února 1989) byla francouzská knihovnice, básnířka, spisovatelka a vizionářka. Uznávaná je především pro svoji teorii o dokumentech,. Za práci v odvětví dokumentalistiky získala přezdívku „Madame Documentation“.

## Život
Renée-Marie-Hélene-Suzanne Briet se narodila v severofrancouzském regionu Ardeny 1. února 1894. Vyrostla ale v Marais v Paříži společně se svojí o pět let starší sestrou Alicí. Na École de Sèvres získala titul z oboru anglický jazyk a historie.         V letech 1917–1920 vyučovala v Alžírsku ve městě Annaba. Této profese však zanechala a roku 1924 se stala kvalifikovanou knihovnicí. Byla jako jedna z prvních jmenována profesionální knihovnicí v Národní knihovně v Paříži. O rok později si vzala učitele literatury Ferdinanda Dupuye. Proto jsou některé její práce podepsány Dupuy nebo Dupuy-Briet. Po osmi letech manželství se rozvedli.
V letech 1934–1954 naplánovala, zřídila a spravovala Sál katalogů a bibliografií (Salle des Catalogues et Bibliographies). Ten vznikl přeměnou sklepa Národní knihovny a umožnil tak zpřístupnit bibliografii knihovny. Vizí Suzanne Briet bylo vytvořit speciální místnost, ve které by byly shromážděny veškeré tištěné katalogy, a to nejen z Národní knihovny, ale také dalších knihoven. Její strategie měla dvě části. Za prvé chtěla volně zpřístupnit existující bibliografie a referenční práce, a za druhé vytvořit a spravovat podpůrný lístkový informační index. Do té doby se bibliografie uchovávala v uzavřených zásobnících. Tento sál byl otevřen 23. dubna 1934 a dnes se jmenuje Salle X v nové budově Národní knihovny.
Také vypracovala plán pro první školu informačních věd. Ta byla založena roku 1951 jako Institut national de techniques de la documentation na Conservatoire national des arts et métiers a Suzanne Briet se stala její první ředitelkou. Ve stejném roce vydala manifest Co je dokumentace? (Qu’est-ce que la documentation?).
V letech 1951 a 1952 podnikla cestu po USA, kde zkoumala nejen bibliografické a referenční služby, ale také profesionální vzdělávání. Dospěla k názoru, že v Americe dosáhli v dokumentalistice „dokonalosti“.
Roku 1954 odešla ve svých 60 letech do předčasného důchodu. Psala o historii ardenského regionu a knihy o životě básníka Arthura Rimbauda. Oživila Společnost přátel Rimbauda (Societé des amis de Rimbaud).
V 82 letech vydala paměti (Entre Aisne et Meuse…et au dela). Jsou psány netradičně, neobsahují například data a jsou organizována podle klíčových slov, nikoliv chronologicky. Zemřela roku 1989 ve svých 95 letech.

## Dílo

### Co je dokumentace?
Co je dokumentace? (Qu’est-ce que la documentation) je publikací originálně vydanou v roce 1951 pod hlavičkou Union Française des Organismes de Documentation, která by se dala považovat za manifest druhé generace dokumentalistů. Zatímco první generace dokumentalistů vedená Paulem Otletem viděla jako předmět studia dokumentalistiky pouze knihu (papírový dokument), Briet ve své knize tuto definici výrazně rozšiřuje do té míry, jakou se dokumenty zabývala v rámci své kariéry a působení v Bibliothèque Nationale. Dokumentalistika se tak v jejím pojetí stává široce pojatou vědou, zabývající se dokumenty v množství různých formátů a využívající nespočetně mnoho technik a technologií. Briet se v knize kromě dokumentů dále věnuje tématům jako je standardizace, informační přetížení, koordinace vědecké spolupráce nebo vzdělání budoucích dokumentalistů a informačních vědců. Kniha v češtině nevyšla, v angličtině je dostupná pod názvem What is documentation? s komentářem od R. E. Daye.

#### Obsah
Kniha je rozdělena celkem do tří kapitol. Předchází jim úvod, kde Briet definuje dokumentalistiku. V první kapitole autorka uvádí svoji definici dokumentu – „dokument je důkaz podporující určitý fakt“. Může mít fyzickou i symbolickou podobu, důležitý je záměr reprezentovat, rekonstruovat nebo názorně předvést určitý fenomén. Briet tedy neklade přílišný důraz na fyzickou podobu dokumentu, ale spíše na to, co dokument reprezentuje. Aby svou definici čtenáři přiblížila, použila [zdroj⁠?!] příklad s antilopou. Pokud toto zvíře běhá volně v africké savaně, není samo o sobě dokumentem; pokud ale je antilopa odchycena, odvezena do zoo a patřičně popsána (třeba tabulkou u jejího výběhu), stává se z ní dokument. Michael Buckland tedy z jejího vysvětlení vyvozuje, že dokument musí:
```
1. mít materiální podobu (být fyzický objekt)
2. být jako dokument vystaven záměrně
3. být do podoby dokumentu přetvořen
4. být vnímán jako dokument
```

V první kapitole se Briet dále věnuje vztahu dokumentu, dokumentalisty a kultury. Význam dokumentu se totiž mění v závislosti na tom, v jakém kulturním prostředí (tedy vědeckém oboru) jej interpretujeme. Slovo „kultura“ zároveň lze chápat v původním smyslu národního nebo etnického společenství a v širším kontextu služeb poskytovaných těmto komunitám.
V druhé části autorka hovoří o nástupu dokumentalistiky jako profesního oboru příbuzného archivnictví a knihovnictví. Mluví o technologiích, které by měl dokumentalista využívat, a o vzdělání, které by mu mělo být poskytnuto. Autorka dokumentalistiku považuje za vyšší formu knihovnictví, která jej přesahuje mírou dokumentů, které je schopna uživateli poskytnout, technikami, které využívá pro jejich shromáždění a zkoumání, a šíří poskytnutých služeb (např. překlady dokumentů nebo předpovídání dalšího vývoje v oboru).
V třetí kapitole Briet popisuje vizi toho, jak může dokumentalistika za pomoci OSN podpořit země třetího světa v dalším rozvoji. Vidí v dokumentalistice možnost, jak předpovídat další vývoj vědy a vědění a také jak do vědeckého výzkumu zapojit nové technologie. V tomto se ukazuje přidaná hodnota dokumentalistiky oproti tradičnímu knihovnictví, které se v meziválečné a poválečné Evropě soustředilo spíše na knihy a papírové informační zdroje obecně.

## Profesní působení

### Práce v Bibliothèque Nationale
Briet do knihovny nastoupila v roce 1924. Ředitelem se ve stejném roce stal Pierre-René Roland-Marcel, který o dva roky později založil dokumentační kancelář. Toto oddělení mělo sloužit jako centrum informačních požadavků zadaných uživateli knihovny, a zároveň nabídnout uživatelům překladatelské, referenční, bibliografické a další služby.
O tři roky později se v Paříži konala konference knihovnických odborníků zaštítěná Institutem intelektuální spolupráce (Institute of Intellectual Co-operation) Spojených národů. Zde padl návrh, že každá knihovna by měla mít své „národní informační centrum“, které mělo sloužit badatelům, poskytovat jim informace o dostupnosti informačních zdrojů a další relevantní služby. Roland-Marcel se zde vytyčeného úkolu chopil a Briet pověřil úkolem sepsat seznam specializovaných fondů v držení francouzských knihoven.
V roce 1934 se Brietino orientační centrum přesunulo do nových prostor, přejmenovalo se na Sál katalogů a bibliografií (Salle des Catalogues et Bibliographies) a vstoupilo tak do své nejslavnější éry, jelikož Briet konečně dostala prostor realizovat všechny své vize. Díky větším prostorám mohla návštěvníkům zprostředkovat některé starší, ale přesto důležité bibliografie. O dva roky později celé centrum přešlo z nepraktických knižních katalogů na systém lístkových katalogů. Za pouhých šest let se jí v tomto centru podařilo nashromáždit přes 7 000 bibliografií a 3 600 katalogů. Vzhledem k obrovském množství terciárních zdrojů, které centrum poskytovalo, vytvořila Briet také centrální dokumentační index. Byl to lístkový katalog, který obsahoval záznamy všech bibliografií Národní knihovny, ale také informace o dalších knihovnách a badatelských centrech ve Francii. Oficiálními úkoly centra se stalo poskytování informací o sbírkách Národní knihovny, pomáhání badatelům s orientací ve sbírkách pařížských (a později i regionálních) knihoven a poskytování informací o dokumentačních centrech.

### Činnost v odborných organizacích
Většinu svého profesního života strávila Suzanne Briet v organizaci UFOD; Francouzská unie dokumentačních organizací (Union Française des Organismes de Documentation). Založila ji společně s Jeanem Gérardem v roce 1931. Měla za úkol sdružovat dokumentační centra, ať už veřejná nebo soukromá a také reprezentovat Francii v mezinárodní organizaci FID; International Federation of Documentation. Briet pro UFOD vytvořila soupis všech dokumentačních center v zemi, publikovaný v roce 1935; napočítala jich celkem 73. Později se stala hlavní sekretářkou této organizace, čímž se dostala na jednu z nejviditelnějších pozic ve francouzském světě dokumentalistiky.
V roce 1938 Francii v organizaci FID začala reprezentovat Francouzská komise pro dokumentaci (Comité français de documentation). Činnost UFOD ale nebyla ukončena a organizace byla aktivní i ve válečných letech. Po válce se UFOD opět vrátila k činnostem spojeným s dokumentalistikou. Briet dostala za úkol vytvořit nový soupis dokumentačních center a tentokrát jich napočítala 309.
Mezi další činnosti, které Briet v této organizaci vykonávala, patřila i tvorba koncepce dvouletého přípravného kurzu pro budoucí dokumentalisty. První rok se studenti učili konzervovat, komunikovat a produkovat dokumenty, ale také základy managementu dokumentačních center. Do druhého roku mohli postoupit pouze studenti s vysokoškolským diplomem; učili je specialisté a jedním z úkolů bylo i napsat vlastní práci týkající se oboru. Tento kurz byl od roku 1950 vyučován na l'Institut National des Techniques de la Documentation. Briet byla jmenována ředitelkou tohoto institutu a sama zde vyučovala.
Byla si vědoma důležitosti standardů a spolupráce, proto pomáhala koordinovat vývoj standardů po 2. světové válce. Spolupracovala s International Standards Organisation T46 ve výboru pro dokumenty.
Suzanne Briet publikovala zhruba 100 esejů a knih o dokumentaci, knihovnictví a historii.